# 青木空夢
青木 空夢（あおき そらむ、1993年5月27日 - ）は、日本の元俳優。長野県高山村出身。

## 略歴
- 2013年、Mr. MEIJIGAKUIN コンテスト出場[1]。
- 2022年9月30日、俳優業を引退し、フィットネスタレント・モデル業へ転向することをSNSで発表した[3]。所属していたAtoMエンターテイメントとは業務提携へと変更になった[4]。
- 2022年11月1日、一般女性との結婚を発表した[5]。
- 2024年、業務提携していたAtoMエンターテイメントの公式サイトから名前が消え、SNSのアカウントも消滅した。

## 人物
- スリーサイズはB92/W81/H100[1]。
- 特技はサッカー、スポーツ全般[1]。

## 出演

### 舞台
- 『東京ZOOM』（2014年4月） - 浩輔 役[1][6]
- 『なつきとオバケくぬぎ』（2014年7月5日 - 13日、戸野廣浩司記念劇場）[7]
- ミュージカル『テニスの王子様』3rdシーズン - 橘桔平 役[8]
  - 青学vs不動峰（2015年2月13日 - 5月17日、TOKYO DOME CITY HALL 他）[9]
  - TEAM Live FUDOMINE（2015年7月29日 - 8月9日、AiiA 2.5 Theater Tokyo 他）[10]
  - 青学vs聖ルドルフ（2015年9月5日 - 11月3日、TOKYO DOME CITY HALL 他）[11]
  - コンサート Dream Live 2016（2016年5月13日 - 15日・20日 - 22日、パシフィコ横浜 国立大ホール 他）[12]
  - Dream Live 2018（2018年5月5日 - 20日、横浜アリーナ 他）[13]
  - 青学vs四天宝寺（2018年12月20日 - 2019年2月17日、日本青年館ホール 他）[14]
  - 秋の大運動会 2019（2019年10月8日・9日、横浜アリーナ）[15]
  - Thank-you Festival 2020（2020年2月26日、カルッツかわさき ホール）※本人として登壇[16][17]
  - Dream Live 2020（2020年5月22日 - 31日、大阪城ホール 他） ※公演中止[18][19]
- 『WAR→P』（2015年11月14日、BASEMENT MONSTAR）※ ゲスト出演[20]
- 『RE-INCARNATION RESOLVE』（2015年12月24日 - 2016年1月18日、全労済ホール／スペース・ゼロ 他） - 文醜 役[21]
- 『大きな木の下で』（2016年3月16日 - 21日、俳優座劇場）[1][22]
- 龍よ、狼と踊れ～ Dragon,Dance with Wolves～（2017年3月8日 - 20日、CBGKシブゲキ!!） - 沖田総司 役[23][24]
- 四谷怪談（2017年12月21日 - 28日、全労済ホール／スペース・ゼロ） - Aチーム・萩原隆（仮） 役[25][26]
- 舞台「黒子のバスケ」ULTIMATE-BLAZE（2019年4月30日 - 5月19日、COOL JAPAN PARK OSAKA TTホール 他） - 葉山小太郎 役[27]
- 『RUN FOR YOUR WIFE』（2019年7月27日 - 31日、三越劇場） - トラウトン警部[28][29]
- 舞台「タイムトラブルバルコニー」（2020年1月31日 - 2月9日、シアターサンモール） - 伊藤永太（ブラックさん） 役[30][31]
- This is 大奥（2020年4月10日 - 19日、COOL JAPAN PARK OSAKA TTホール 他） ※公演延期、延期公演には未出演[32][33]
- 『ダイヤのA』 The MUSICAL（2020年6月25日 - 7月5日、シアター1010 他） - 結城哲也 役 ※公演中止[34]

### 映画
- 『曇天に笑う』（2018年）[1]
- 『クロガラス』（2019年）[1]

### テレビドラマ
- ドラマ『弱虫ペダル』 - 泉田塔一郎 役[35][36]
  - ドラマ『弱虫ペダル』（2016年、BSスカパー!）[37]
  - ドラマ『弱虫ペダル』Season2（2017年、BSスカパー!）[38]
- 妖怪! 百鬼夜高等学校（2018年、BS日テレ） - かまいたち 役[39]

### テレビ番組
- 行列のできる法律相談所（日本テレビ） - 長友佑都 役（再現VTR）[1]
- ドラマ『弱虫ペダル』1泊2日ホンネ旅 ～総北＆ハコガク 旅に出たらこうなったスペシャル～（2017年3月29日、BSスカパー！）[40]
- ドラマ『弱虫ペダル Season2』後編 徹底ガイド（2017年10月22日、BSスカパー!）[41]

### イベント
- コーセー Beauty フェスタ 2014（2014年8月）[1]
- 東京ゲームショウ2014（2014年9月、幕張メッセ）[1][42]
- ミュージカル『テニスの王子様』3rdシーズン トークショー（2015年9月7日、J-WORLD TOKYO）[43][44]
- ドラマ「弱虫ペダル」“体験”試写会（2016年8月10日、STAR RISE TOWER Studio Earth）[45]
- ドラマ「弱虫ペダル」Blu-ray / DVD発売記念イベント（2017年2月18日、ディファ有明）[40]
- 「ジャンプフェスタ2019」ネルケプランニングブース「ミュージカル『テニスの王子様』」トークステージ（2018年12月23日、幕張メッセ 国際展示場 展示6ホール内 ネルケプランニングブース）[46]

### 配信
- ミュージカル『テニスの王子様』Dream Stream（2020年11月15日 - 21日、SUPERLIVE by OPENREC） - 橘桔平 役[47]